# Heliconius hecale

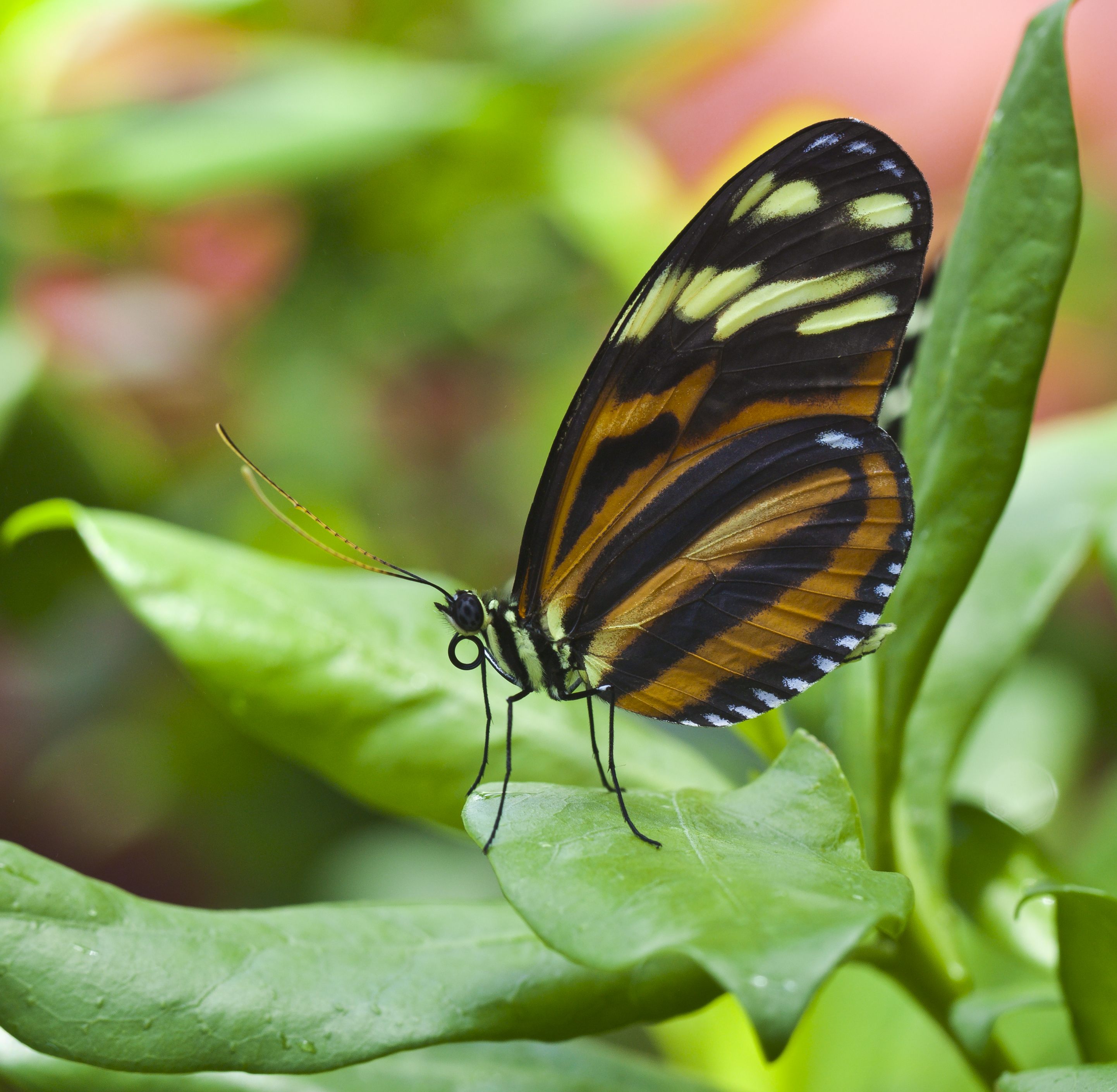
Imagen con las alas cerradas

Heliconius hecale es una especie de lepidóptero de la familia Nymphalidae. Es originaria de México hasta la Amazonía peruana.
Las larvas se alimentan de Passiflora auriculata, Passiflora oerstedii, Passiflora platyloba y Passiflora vitifolia.

## Subespecies
- Heliconius hecale hecale (Fabricius)
- Heliconius hecale anderida Hewitson
- Heliconius hecale barcanti Brown & Yeper
- Heliconius hecale clearei Hall
- Heliconius hecale ennuis Weymer
- Heliconius hecale fornarina Hewitson, 1853
- Heliconius hecale ithaca Felder
- Heliconius hecale jucundus Bates
- Heliconius hecale latus Riffarth
- Heliconius hecale melicerta Bates
- Heliconius hecale nigrofasciatus Weymer
- Heliconius hecale novatus (Bates)
- Heliconius hecale quitalenus (Hewitson, 1853)
- Heliconius hecale radiosus Butler
- Heliconius hecale semiphorus Staudinger
- Heliconius hecale sisyphus Salvin
- Heliconius hecale styx Niepelt
- Heliconius hecale vetustus (Butler)
- Heliconius hecale vittatus Butler
- Heliconius hecale xanthicles Bates
- Heliconius hecale zuleika Hewitson, 1854